# O2 (London)
Az O2 egy hatalmas szórakoztató-központ Greenwich-félszigeten, Délkelet-Londonban, az Egyesült Királyságban. Az épületkomplexum magába foglal egy arénát, mozit (VUE), kiállítási területet, éttermeket, bárokat, belső promenádokat (sétálóutca). A hatalmas kupola alakú épület eredetileg Millennium Dome néven épült abból a célból, hogy helyet adjon az ezredfordulós kiállításoknak és rendezvényeknek. A Millennium Dóm köznapi elnevezéssel „The Dome”-ként volt ismeretes. 
Sokszor téves nevekkel illetik, így például O2 Dome, O2 Centre (ami azért hibás, mert így hívják a Finchley Roadon található bevásárlóközpontot), vagy az O2 Aréna (ami valójában az épület belsejében található rendezvényarénára vonatkozik).
A nevet az O2 Plc. vásárolta (mai nevén Telefónica Europe Plc) a fejlesztőitől, azaz az Anschutz Entertainment Group-tól (AEG) a terület rehabilitálása idején.
A Millennium Experience kiállítást követően számos ötlet felmerült a Millennium-dóm szerkezetének hasznosításával kapcsolatban, azonban a többségük nem volt sikeres a megvalósításhoz. A dóm 2008. május 31-i átkeresztelésekor az érdeklődés középpontjába került, hirdetve, hogy ettől fogva szórakoztatókomplexum a jövőbeli funkciója.
Az újrahasznosításkor az épület tetőszerkezetéhez nem nyúltak, azonban a belső kialakítás és az épület környezete, a North Greenwich állomás és a QE2 hajóállomás teljesen új arculatot kapott.
A környék tömegközlekedését a North Greenwich állomás teremti meg, amelyet az ezredfordulós kiállítás előtt nyitottak meg. Itt található a Jubilee line állomása és a helyi buszjáratok megállója. A hajóállomásról a Thames Clipper társaság üzemeltet sétahajókat a londoni közlekedési társaság London River Services divíziója számára. Az épület jelenlegi bérlője, az AEG megvásárolta a Thames Clipper céget, hogy közvetlen hajójárat indulhasson London belvárosa és az O2 között. Akárcsak menetrend szerinti hajójáratot, a Thames Clipper gyorsjáratot (katamarán) is közlekedtet O2 Express néven.

## Az épület
A kupola alakú épület, amely ma helyet ad az O2 Entertainment Avenue-nak és az arénának, eredetileg Millennium Dome néven épült a Millennium Experience kiállítás számára. Ezzel a kiállítással ünnepelték az ezredfordulót 2000. január 1. és 2000. december 31. között. A projekt és a kiállítás egy jelentős politikai vitát eredményezett, és végül nem volt annyi látogatója, mint amennyit a tervezők prognosztizáltak; ez financiális problémákhoz vezetett.
Köznapi nyelvben az épület kifeszített tetőszerkezetét még mindig „A Kupolának” (The Dome) hívják, utalva ezzel az építését övező nagyszabású hírverésre.

## Fejlesztése és háttértörténete
Az O2 komplexumot a kupola-szerkezetű épületben alakította ki az Anschutz Entertainment Group a Populus és Buro Happold irodák tervei alapján 600 millió font költségen.
2001 decemberében nyilvánosságra hozták, hogy a kormány a Meridian Delta Ltd vállalatot bízta meg a Millennium Dóm néven ismert épület átalakításával, hogy sport és szórakoztató komplexumot, valamint üzleteket és irodákat hozzanak létre 150 hektár területen az épület szomszédságában.
A tervekben foglaltak alapján London néhány felsőoktatási intézményét is ide költöztették. A Meridian Delta cég Philip Anschutz amerikai milliárdos érdekeltségébe tartozik, aki elsősorban az olaj-, vasút-, és távközlés üzletekben tevékenykedik, ugyanakkor sport vonatkozású befektetések is a nevéhez köthetők.

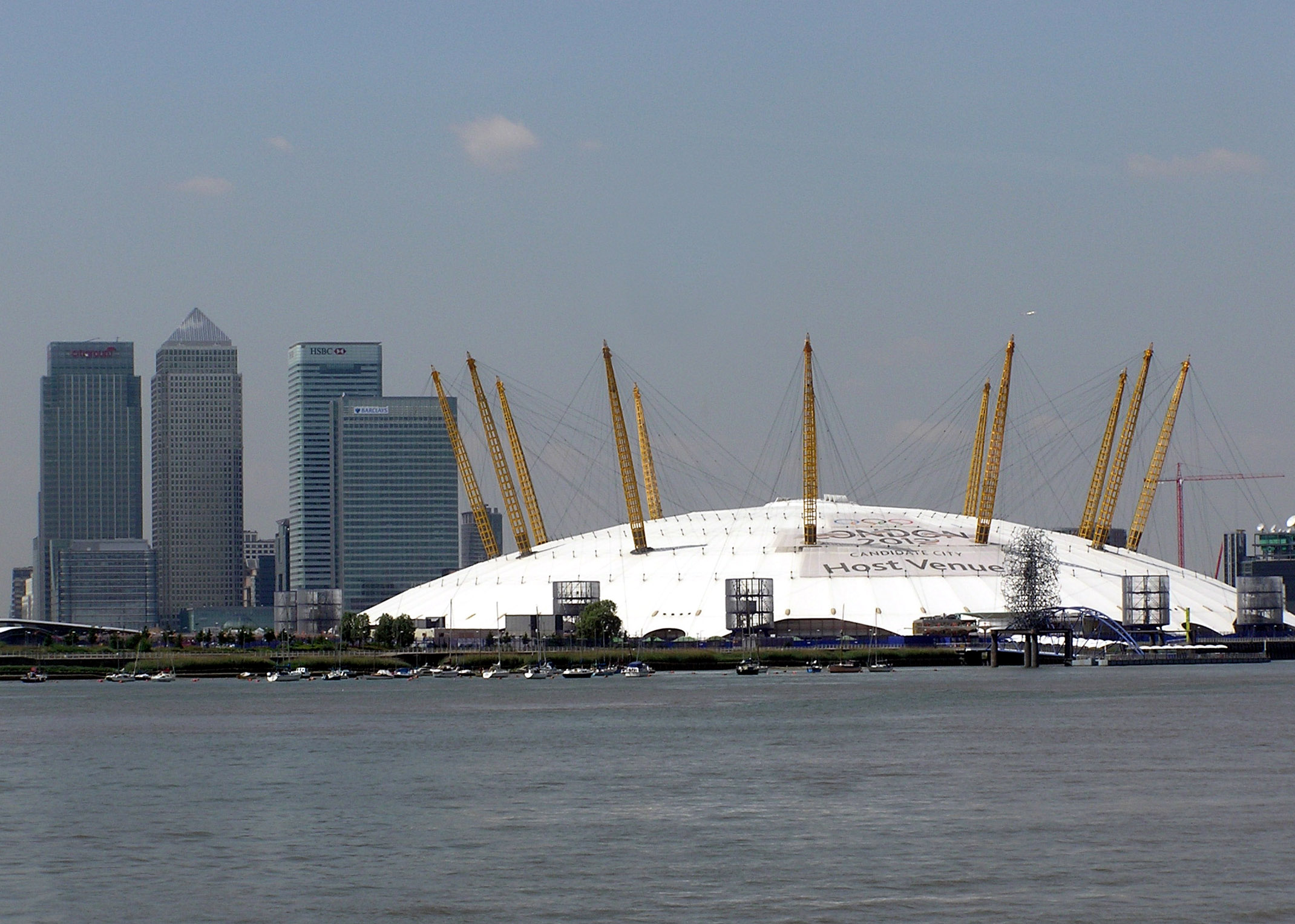
Az O2 épülete a Temze-parton. Háttérben Canary Wharf épületei sorakoznak

A Meridian Delta, a Quintain Estates and Development és a Lend Lease cégek leányvállalata, egy 999 évre szóló lízingszerződést kötött a kormánnyal (és annak képviseletében az English Partnership-pel) a Dóm és környező területe hasznosítására. Ezek után az épület másodlagos lízing keretében az Anschutz Entertainment Group (AEG) gondozásába került 58 év időtartamra. A lízingszerzdődés értelmében az AEG az O2 fejlesztését biztosítja a szerződés időtartama során. 
A szerződés egyik fontos eleme, hogy a kormány részesedést kap a profit bizonyos százalékában az English Partnerships révén.  A Greenwich-félszigeten található terület (amelyen az O2 fekszik) jelenlegi tulajdonosai az English Partnership és a Quintain Estates and Development. A tulajdonosok több részletben biztosítanak újabb és újabb területeket az O2 szomszédságában a fejlesztőknek, így a Meridian Deltának. A terület egy részén már lezajlottak a fejlesztő munkálatok, vagyis üzleteket és irodákat létesítettek. Ezen kívül létrehozták itt a David Beckham Academy futball-iskolát. 
A terület bizonyos részeit egyelőre nem építik be az O2 későbbi esetleges bővítése miatt. Terveznek egy szállodát is, noha az a fejlesztési tervek az AEG befektetéseitől függnek. 
A Ravensbourne College of Design and Communication (Ravensbourne Kommunikációs és Design Főiskola) jelenleg Chislehurstben található, de nemrég épült egy új kar-épülete közvetlenül az O2 mellett. A beköltözés 2010 szeptemberében esedékes. 
A Greenwich-félsziget beépítésének összköltsége nagyjából 4 milliárd fontba kerül.
A beruházás részeként az elnevezés jogát eladták az O2 plc-nek, így a projekt hivatalos neve is „Az O2” lett 2007. május 25-én. Az évi 6 millió fontos egyezség az O2 és AEG között kitért arra is, hogy az O2 távközlési szolgáltató ügyfelei elsőbbségi és VIP jegyeket kapnak a különböző rendezvényekre. Ugyanez a többlet-szolgáltatás a Prémium jegyek birtokosait is megilleti. Az O2 plc. 2005-ben megbeszéléseket kezdeményezett az AEG-vel, hogy a logóját elhelyezhesse a kupolán. A megbeszélés eredménye a mai napig nem került nyilvánosságra. Az AEG a közelmúltban szerette volna „A Dóm” nevet lecserélni amiért a projekt elbukott (ezért is kapta a „Fehér Elefánt” gúnynevet az épület). A megnyitása óta a sajtó és a közönség is rendszerint csak „O2” névvel illette az épületet.  Napjainkban ez az Egyesült Királyság legnagyobb szórakoztató komplexuma. A megnyitáskor az AEG mintegy 6,5 millió fontot költött hirdetésekre és reklámra Európa szerte. A kampány szervezője a VCCP brit reklámcég volt. A kampányban szponzorként megjelent az ADT, AOL (internetszolgáltató), NEC (japán informatikai cég), Credit Suisse (svájci pénzügyi vállalat) , InBev UK (brit ital-forgalmazó cég), BMW, Nestlé, Pepsi Max és a Vivitar neve is.

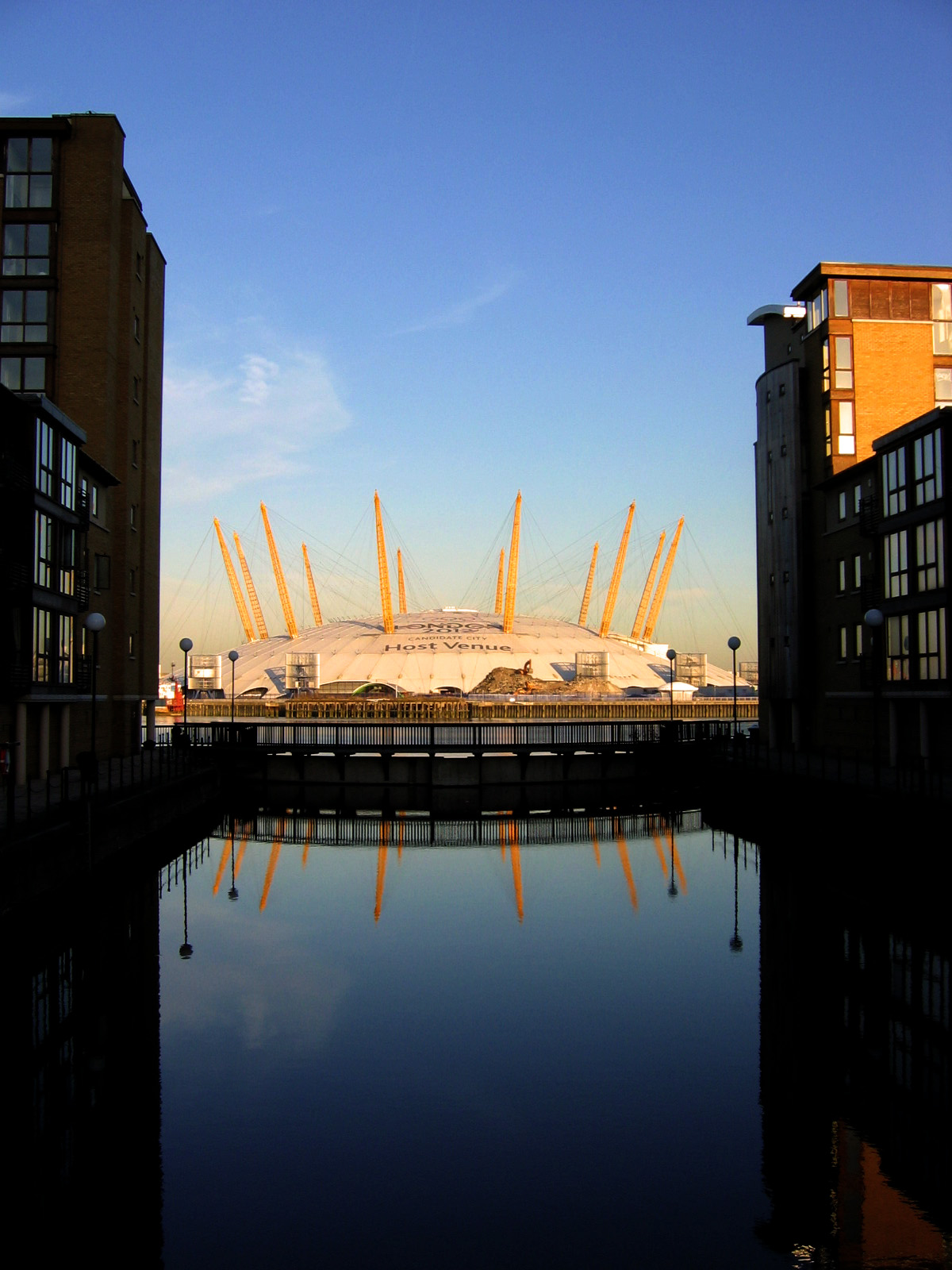
A Dóm látképe Isle of Dogsról

## Építkezés
A fejlesztés új épületek építését jelentette a kupola szerkezetén belül. Magát az épület szerkezetét nem változtatták meg, mindössze új, kék izzókat szereltek fel a tartó pilonokba, és plazma képernyőket helyeztek el az épület körüli reklámtornyokra. Az épület eredetileg magával a kupolaszerkezettel kezdődött, vagyis megépítették a földön és azt követően a magasba emelték, hiszen darukat nem használhattak belül. Később az építkezés átvonult a környező területekre. Egy széles sétálóutcát alakítottak ki az épület és a North Greenwich állomás közötti területen, illetve megépült a Peninsula Square (tér) a főbejárat előtt különleges rendezvények céljából. A sétálóutcát üvegtetővel fedték be, hogy a látogatók ne ázzanak meg esős időben. Ezen kívül épült még egy fedett járda az épület és a QE2 hajóállomás között. 
Buro Happold látta el a szerkezeti mérnök feladatait. A fő kivitelezői szerződést a Sir Robert McAlpine építőipari vállalkozás kapta. Watson Steel Structures készítette a tartópilonokat a 4500 tonna súlyú kupolához. A kupolán belüli helyiségek kialakítása az M-E Engineers feladata volt. T.Clarke cég kapta villanyszerelési munkálatokra vonatkozó szerződést. Az OR Consulting mérnökei készítettek néhány interaktív kiállítást az O2-ben.  A Keller Ground vállalat készítette elő a terepet az építkezéshez. Különleges előkészítési munkálatokra azért volt szükség, mert a szennyezett talaj felső rétegét el kellett távolítani a helyszínen, hiszen korábban itt ipari létesítmények voltak. Katalizáló, átalakító berendezést telepítettek az épületen belül az esetleges mérgező gázok szivárgásának megakadályozása érdekében. 
A korábbi gyár hengeres tartályait, és a Millennium Dóm néhány pilonját is felhasználták az átalakításkor. A pénzügyi tanácsadást a WT Partnership és az EC Harris cégek biztosították.
A Waterfront vállalat biztosította (és teszi ma is) a jogi képviseletet. A Kerzner International cég közreműködött a szórakoztató események létrehozásában.

### Megnyitás
Az O2 névre átkeresztelt és felújított épület Bon Jovi koncertjével 2007. június 24-én nyílt meg a látogatók előtt. Ezt megelőzően más jellegű rendezvényeket már szerveztek, mint például  az „O2 Premier” nevű eseményt, amely környék lakosai számára próbálta népszerűsíteni az intézményt. A Greenwich fesztivál alkalmával megrendezett „Out of the Blue” nevű cirkuszi jeleneteket is bemutató esemény a hivatalos megnyitó napján zajlott. 

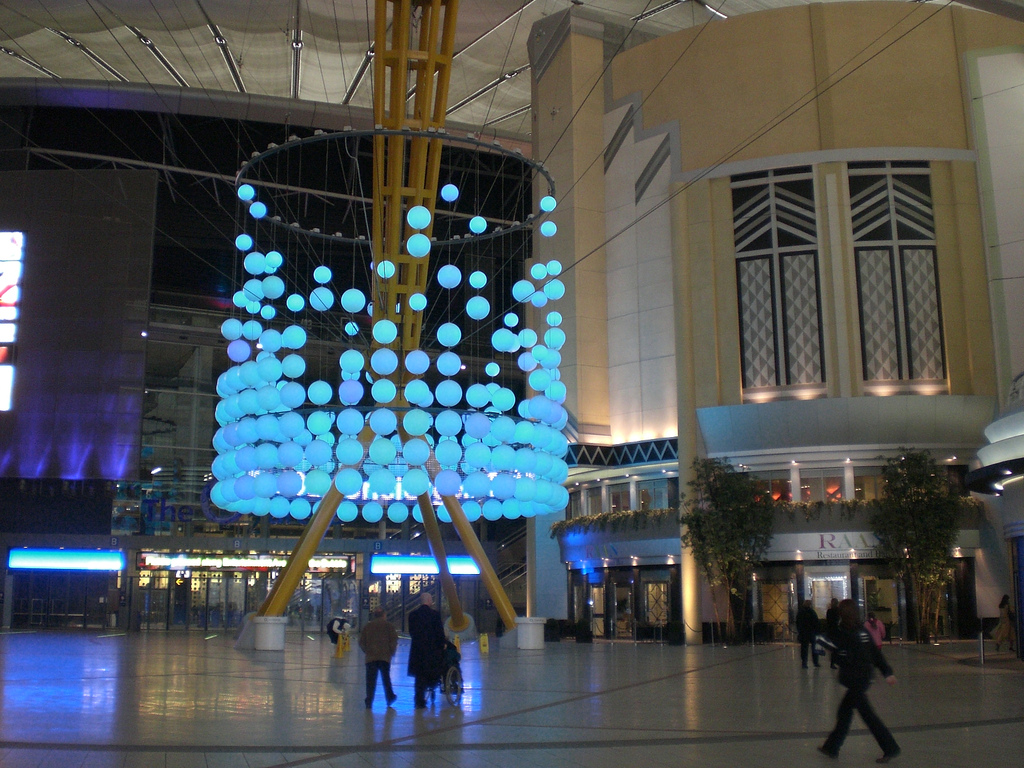
Az O2 előcsarnoka

## Az épületben található szolgáltatások
Az épületen belül számos építmény található, mint például az O2 Aréna és az Entertainment Avenue, amely lényegében egy sétálóutca, melyet kávézók és éttermek szegélyeznek. Ezen kívül található még itt VIP klub, stúdiók, öltözők és persze a VIP bejáró, ahol a koncertfellépők, illetve a sportcsapatok érkeznek. 
Minden rendezvény a legújabb hang-, fény-, és biztonsági technológiát kapja. Utóbbira példa az ún. RFID-kártyás rendszer, melynek lényege, hogy a személyzet és a VIP vendégek rádiófrekvenciás azonosítással ellátott igazolványokat kapnak, amellyel közlekedhetnek a lezárt területeken. A koncerteken digitális vezérlésű hangtechnológiát biztosítanak. A legújabb technika elérhetősége érdekében négy számítógépszerver-szobát alakítottak ki.
A biztonságra zárt hálózatú kamerarendszer és vagyonőr-személyzet vigyáz. A látogatókat fémdetektor kapukkal és táskáikat pedig röntgen gépekkel vizsgálják át a főbejáratnál.

### Entertainment Avenue

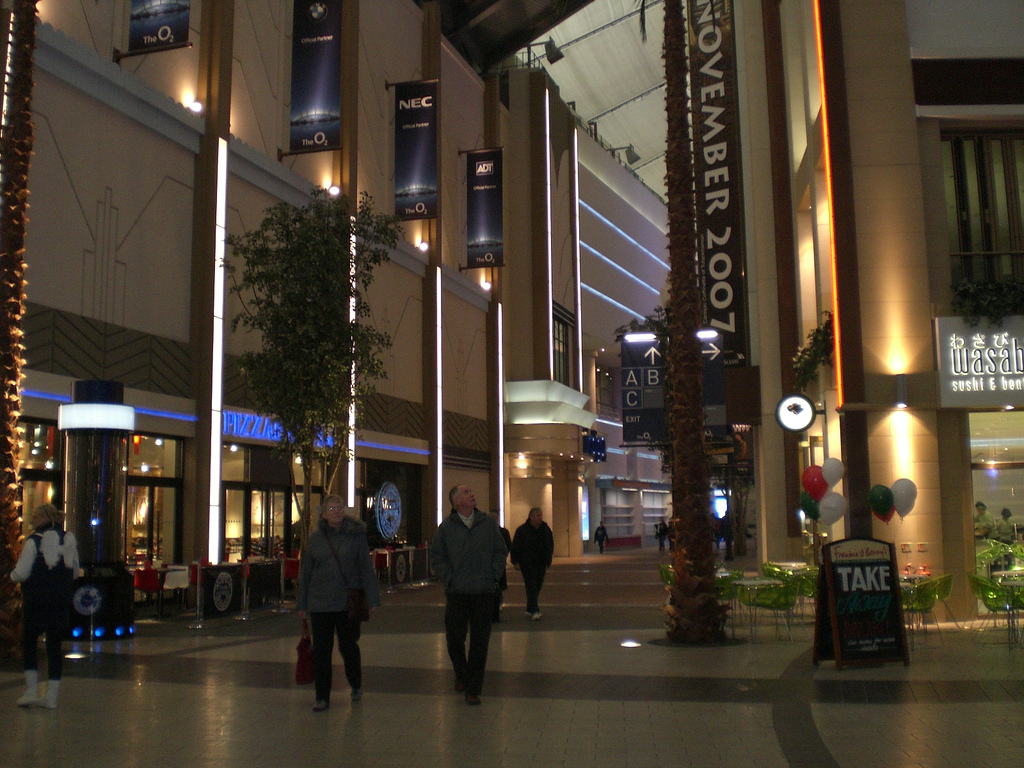
Az Entertainment Avenue

Az Entertainment Avenue egy modern, széles sétálóút az O2 épületében, melyet mesterséges pálmafák, egyéb dekorációk szegélyeznek. A sétálóút az arénát fogja közre a kör alapú épületben. A sétálóút mindkét szélén épületek sorakoznak, melyekben vendéglátóipari és kereskedelmi egységeket alakítottak ki.
Itt található még az „IndigO2” szórakozóhely, az „O2 buborék” kiállítási csarnok és a VUE mozi, valamint 25 bár és étterem.
A gyorséttermeket szándékosan kitiltották a tervek készítésekor, hiszen az épület alaphangulata „vágykeltő mégis hozzáférhető” és a tervezők inkább szerették volna, ha a Covent Gardenre hasonlít mintsem egy bevásárlóközpontra.

### IndigO2
Az indigO2 egy 2350 férőhelyes szórakozóhely kisebb zenei rendezvények lebonyolítására. Található benne négy bár, kettő a földszinti teremben, a színpad előtt, egy a VIP teremben (Purple Lounge) és egy a boxoknál (ülőhelyes pihenő). Utóbbit Bleachers-nek hívják. A VIP teremben található bárból nincs direkt rálátás a színpadra, viszont a VIP vendégek helyet foglalhatnak a Kings Row-ban, ahol a legjobb ülőhelyek vannak a nézőtéren. Az erkély az emeleten van, közvetlenül a Kings Row felett. Nincs olyan ülőhely, amelynek akadályozott kilátása lenne a színpadra.
Az indigO2 üzemeltetője az Ansco Music Club Ltd. (AEG Europe része)
A helyiségben olyan előadók adtak már koncertet, mint OMD, Queensrÿche, George Clinton, Sugababes, Pete Bennett & The Love Dogs, Jools Holland, CAKE, Natalie Cole, Delirious?, Aimee Mann, Joss Stone, Youssou N’Dour, The Blind Boys of Alabama, Lucie Silvas, Beverly Knight, The Parlotones, Timbaland, Chris Brown és Prince.
Az indigO2 termet rendszerint utóshow-k megrendezésére használják, azaz ha egy előadó fellép az O2 Arénában, a koncert/show után itt tart after party-t a VIP vendégeknek. Az indigO2 helyet adott már lemezbemutató buliknak is, így például a Sugababes, Usher, The Eagles esetén, vagy itt rendeztek Q Awards nevezési rendezvényt. 
Az NME Awards és a Metal Hammer díjátadó gálák itt kerültek megrendezésre. Az ITV kereskedelmi televízió csatorna itt tartja rendszerint a Live@indigO2 showját olyan előadókkal, mint The Zutons, The Enemy, Paul Weller, The Fratellis, The Feeling és a The Charlatans.
A teremben korábban Bill Clinton, az Amerikai Egyesült Államok egykori elnöke tartott előadást. 
A ClassicFM rádió csatorna 2008 folyamán számos show-t rendezett itt, mint ahogyan az X-Factor tehetségkutató show rendszerint itt tartja a Bootcamp válogatóját.

### Q2 Bubble

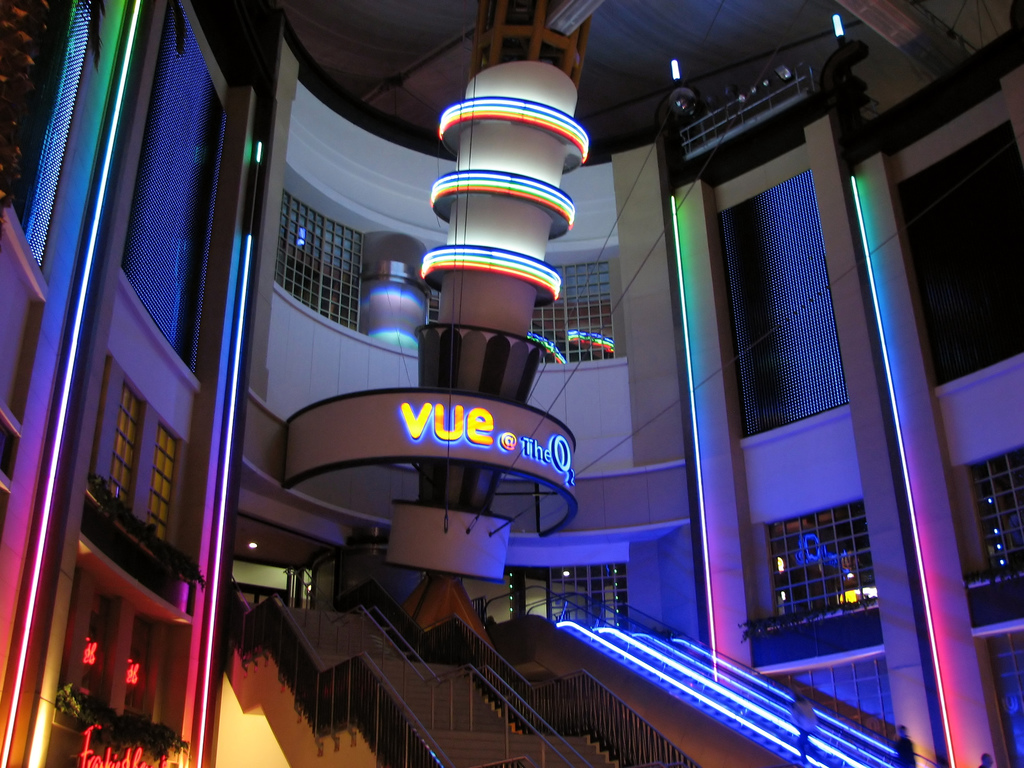
A VUE mozi bejárata

Az O2 Bubble egy két szintes, gömb alakú kiállítási terület, melyet múzeum jelleggel építettek meg. 2007 novemberében nyílt meg a közönség előtt. Szerkezete EFTE (tetrafluor-etilén) elemekből áll, akárcsak a cornwalli Eden Project. Egyes vélemények szerint valójában az Eden Project mintájára épült a gömb. Az első kiállítása a Tutanhamon és a Fáraók Arany Korszaka volt. Jelenleg (2009. november) Michael Jackson: A hivatalos Kiállítás látható itt (egy gyűjtemény az énekes személyes tárgyaiból, fellépőruhái és kellékei egykori koncert turnéiról, valamint video anyagok).
2009-ben a gömb harmadik szintje lett a brit zene elmúlt 60 évét bemutató állandó kiállításnak, a British Music Experience-nek az otthona.

### Vue@ The O2
A mozi 11 termet és egy 770 fős auditóriumot foglal magába. Utóbbira azt mondják, hogy London legnagyobb mozivásznával rendelkezik (22 méter széles). A mozi a vista jegyértékesítő rendszert alkalmazza, vagyis a jegyeket bármely üdítőitalt forgalmazó standnál meg lehet vásárolni. Ebből adódóan nincs kifejezetten jegyértékesítésre szolgáló iroda vagy pult.

## A helyszín nevezetes eseményeinek kronológiája
- 1994: John Major akkori brit miniszterelnök létrehozta a Millennium Bizottságot és besorolta Michael Heseltine miniszterelnök-helyettes hatáskörébe
- 1996/jan: A lehetséges helyszínek közül Greenwichre esett a választás (Birmingham, Derby, Stratford szintén esélyesek voltak)
- 1999/máj: a meghosszabbított Jubilee line vonalon megnyitották a North Greenwich állomást
- 1999/jún: a Kupola (Dome) épülete szerkezetkész
- 2000.01.01: az ezredfordulós rendezvénysorozat kezdetének apropóján megnyitják az épületet a nagyközönség előtt Millennium Dome néven
- 2000.12.31: az épületet bezárják
- 2001.02.27-2001.03.02: One Amazing Aukció: négy-napos nyilvános aukciót tartanak a Kupola 17 000 eleméből. Az aukció házigazdája: Henry Butcher
- 2001.12.18: A Meridian Delta Ltd bejelenti, hogy megvásárolja a területet és egy 20 000 férőhelyes sport- és szórakoztató arénát létesít. Greenwich kerület önkormányzatának hozzájárulásával a környéken épületeket és irodákat építenek.
- 2003.12.06: Winter Wonderland 2003 megnyitója
- 2005.05.31: az Anschutz Entertainment Group eladja az elnevezés jogát az O2 brit mobilszolgáltatónak
- 2007.01.30: Az O2 megkísérli az Egyesült Királyság első Szuper Kaszinójának építési jogát megpályázni. Végül Manchester nyeri a pályázatot.
- 2007.05.08: Prince bejelenti a 7 estés O2 koncertsorozatát (ezt később 21 estésre bővítik)
- 2007.06.23: az „O2 Premier” megrendezése, azaz az új szórakoztató-központot megnyitják a személyzet és a környéken lakók részére szervezett koncerttel. Fellépnek: Peter Kay, Tom Jones, Kaiser Chiefs és Basement Jaxx
- 2007.06.24: Bon Jovi koncertjével megnyílik hivatalosan az O2
- 2007.09.02: a Disney Channel High School Musical 2 premierje (az első mozipremier)
- 2007.09.29: a Los Angeles Kings és az Anaheim Ducks jéghoki mérkőzés (első alkalommal rendeznek Nemzeti Jéghoki Ligát az O2-ben)
- 2007.12.10: a Led Zeppelin 25 év óta először koncertezik újra
- 2007.12.15: az újraegyesült Spice Girls közel tíz év után először ad koncertet
- 2008.04.06: az Olimpiai láng elhalad az O2-nél a londoni váltófutás során
- 2008.07.27: Kylie Minogue 7 estés telt házas koncertsorozatot ad. Az esemény felkerül a Billboard év végi koncert listájának 22. helyére
- 2008.08.08: Tiesto lett az első lemezlovas, akinek a rendezvényére a jegyek már elővételben elkeltek
- 2009.06.03: Britney Spears 8 estés telt házas koncertsorozatot ad a The Circus Starring: Britney Spears turnéja állomásaként
- 2009.07.04: Madonna itt adja az első két koncertjét a rekorder  Sticky & Sweet turné második sorozatából
- 2009.07.13-2010.03.06: Michael Jackson: This is it búcsúkoncert-sorozatának 50 adása ezen időszakra volt tervezve. A koncertsorozatot az énekes halála miatt törölték.
- 2009. október: 2009-es Gimnasztikai Világbajnokság
- 2010.02.26.-27.: Lady Gaga 2 estés telt házas koncertet ad The Monster Ball nevű turnéjával.
- 2012.07-08: a 2012-es londoni nyári olimpiai játékok torna és kosárlabda versenyeit itt rendezik

## Az O2 megjelenése a kultúrában

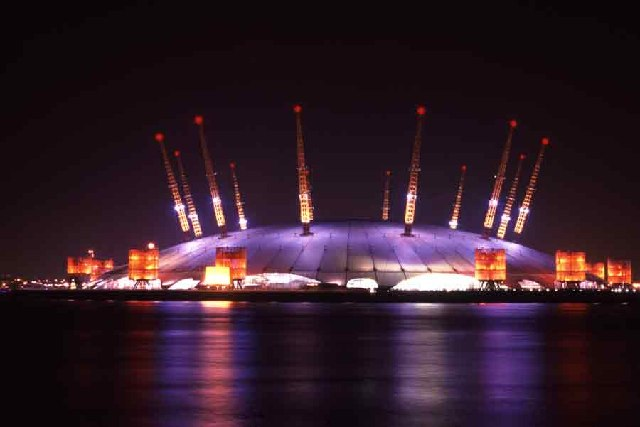
Az O2 éjszakai kivilágításban, körülötte 12 db henger alakú plazmaképernyős reklám-torony

- Az O2 adta a helyszínét a The Amazing Race televíziós valóságshow 7. évadjában futó Roadblock versenynek, ahol a csapatok egy emeletes buszt vezettek a parkolóban
- A da Vinci-kód című filmben az O2 megjelenik egy pár másodperc erejéig az egyik jelenet hátterében
- A 2007-es Flood (Árvíz) című filmben az O2 London más híres építményével együtt megjelenik, amint egy nagy árhullám elönti. Ugyanez a jelenet látható a brit Fightstar rock-együttes Floods (árvizek) című dalának vidoklippjében.
- A 2005-ös Green Street című angol futball-huliganizmusról szóló filmdráma utolsó harci jelenetében az O2 megjelenik háttérdíszletként
- Az Ashes to Ashes című brit sci-fi sorozat első epizódjában Alex Drake-et lelövik egy csónakban, a jelenetet pedig az O2 mellett vették fel a Temzén.
- A Világ nem elég (The World Is Not Enough) című James Bond-epizód főcím előtti üldözéses jelenetében egy nagy sebességű csónak elhalad az akkori Millennium Dome mellett.

## Tömegközlekedés
| Közlekedési eszköz | Megálló neve    | Járatszám                       |
| ------------------ | --------------- | ------------------------------- |
| Városi busz        | North Greenwich | 108,129,132,161,188,422,472,486 |
| Londoni metró      | North Greenwich | Jubilee line                    |

## Fordítás
- Ez a szócikk részben vagy egészben  a   The O2 (London) című angol nyelvű Wikipédia-szócikk fordításán alapul.  Az eredeti cikk szerkesztőit annak laptörténete sorolja fel. Ez a jelzés csupán a megfogalmazás eredetét és a szerzői jogokat jelzi, nem szolgál a cikkben szereplő információk forrásmegjelöléseként.